# Knipmode
Knipmode is een tijdschrift voor zelfmaakmode dat wordt uitgegeven door Roularta Media Nederland. Het tijdschrift heeft een oplage van 40.000 exemplaren. De knippatronen in Knipmode zijn in elf maten, van maat 34 t/m 54.

## Ontstaan
Knipmode heeft diverse merknamen gehad, is samengegaan met concurrerende bladen en is diverse malen gerestyled.
- Het begon met Madeleine
- In 1969 werd 'Madeleine' veranderd in Knip
- Naast 'Knip' was er Marion, dat bij een andere uitgever werd gemaakt. Toen Marion en Knip bij dezelfde uitgeverij terechtkwamen, gingen ze samen verder onder de naam Knipmode.

Naast Knipmode geeft New Skool Media ook nog Knippie uit op het gebied van zelfmaakmode.
In de grote reorganisatieronde van Sanoma Magazines eind 2013 bleek dat het blad te koop werd gezet. Medio 2014 werd het blad overgenomen door New Skool Media.
Maureen Belderink is sinds 2018 hoofdredacteur van Knipmode.